# KB금융그룹
KB금융그룹(KB Financial Group Inc.)은 신한금융지주, 우리금융그룹, 하나금융그룹, NH농협금융그룹과 함께 대한민국의 5대 금융그룹을 형성한다. 본사는 서울특별시 영등포구 국제금융로8길 26 (여의도동)에 있다.

## 연혁
- 1963년 : 국민은행 창립
- 1967년 : 한국주택금고 창립
- 1994년 : 한국증권거래소 국민은행 주식 상장
- 1995년 : 국민은행 민영화
- 1997년 : 주택은행 민영화
- 2001년 11월 : 국민은행과 주택은행 합병으로 통합 KB국민은행 출범
- 2004년 6월 : KB생명보험(구 한일생명보험) 출범
- 2008년 3월 : KB투자증권(구 한누리투자증권) 출범
- 2008년 9월 : (주)KB금융지주 공식 출범
- 2011년 3월 : 카드 분사 및 KB국민카드 출범
- 2011년 3월 : KB투자증권과 KB선물 합병
- 2012년 1월 : KB저축은행(구 제일저축은행) 출범
- 2014년 1월 : KB저축은행과 예한솔저축은행 합병
- 2014년 3월 : KB캐피탈(구 우리파이낸셜) 출범
- 2015년 6월 : KB손해보험(구 LIG손해보험) 출범
- 2016년 11월 : 현대증권 완전자회사 편입
- 2017년 1월 : 현대증권과 KB투자증권 합병으로 통합 KB증권 출범
- 2017년 7월 : KB캐피탈, KB손해보험 완전자회사 편입
- 2020년 9월 : 푸르덴셜생명보험 자회사 편입
- 2023년 1월 : 푸르덴셜생명보험과 KB생명보험 합병으로 통합 KB라이프 출범
- 2024년 6월 : 펀드 분사 및 KB펀드파트너스 출범

## 역대 회장
- 제1대 황영기 (2008년 ~ 2009년)
- 제2대 강정원 (2009년 ~ 2010년)
- 제3대 어윤대 (2010년 ~ 2013년)
- 제4대 임영록 (2013년 ~ 2014년)
- 제5대 윤종규 (2014년 ~ 2023년)
- 제6대 양종희 (2023년 ~ 현재)

## 같이 보기
- 우리금융그룹
- 신한금융그룹
- 하나금융그룹
- 공항철도
- 나라사랑카드

### 자회사 구성
- KB국민은행 (KB국민은행 홈페이지)
- KB펀드파트너스
- KB증권 (KB증권 홈페이지)
- KB손해보험 (KB손해보험 홈페이지)
- KB국민카드 (KB국민카드 홈페이지)
- KB라이프 (KB라이프 홈페이지 보관됨 2012-08-17 - 웨이백 머신)
- KB자산운용 (KB자산운용 홈페이지)
- KB캐피탈 (KB캐피탈 홈페이지)
- KB저축은행 (KB저축은행 홈페이지)
- KB부동산신탁 (KB부동산신탁 홈페이지)
- KB인베스트먼트 (KB인베스트먼트 홈페이지)
- KB신용정보 (KB신용정보 홈페이지)
- KB데이타시스템 (KB데이타시스템 홈페이지)
- 공항철도(KB공항철도사모특별자산투자신탁) (공항철도 홈페이지)